# توني بوبيت
توني بوبيت (بالإنجليزية: Tony Bobbitt)‏ مواليد 22 أكتوبر 1979 في دايتونا بيتش، هو لاعب كرة سلة أمريكي بدأ مسيرته الاحترافية في سنة 2004. يبلغ طوله 6 قدم 4 بوصة (1.9 م).

## المسيرة الاحترافية
لعب مع لوس أنجلوس ليكرز في موسم 2004–05 ، ثم لعب مع إس إس فليتشي سكاندون في الدوري الإيطالي في موسم 2005–2006، ثم لعب مع إسبارن بريمرهافن في الدوري الألماني في سنة 2008.

## روابط خارجية
- توني بوبيت على موقع إن بي أي (الإنجليزية)
- توني بوبيت على موقع سبورتس رفرنس (الإنجليزية)
- توني بوبيت على موقع كرة السلة الأوروبية.كوم (الإنجليزية)
- توني بوبيت على موقع كلية كرة السلة في سبورتس رفرنس.كوم (الإنجليزية)
- توني بوبيت على موقع ريلجم (الإنجليزية)
- توني بوبيت على موقع بروبوليرز (الإنجليزية)
- توني بوبيت على موقع سبورتس رفرنس (الإنجليزية)
- توني بوبيت على موقع سبورتس رفرنس (الإنجليزية)